# Osher Davida
Osher Davida (Hebreeuws: אושר דוידה) (Asjdod, 18 februari 2001) is een Israëlisch voetballer die sinds 2022 uitkomt voor Standard Luik.

## Clubcarrière
Davida maakte zijn profdebuut in het shirt van Hapoel Tel Aviv. In augustus 2022 ondertekende hij een vierjarig contract bij Standard Luik, dat 1,6 miljoen euro voor hem betaalde.

## Interlandcarrière
Davida debuteerde in 2017 als Israëlisch international. Een jaar later nam hij met Israël –17 deel aan het EK –17 in Engeland. In de tweede groepswedstrijd tegen Zwitserland (3-0-verlies) liet bondscoach Gadi Brumer hem in de 48e minuut invallen voor Liel Abada. In de derde groepswedstrijd tegen Italië (0-2-verlies) werd hij in de 67e minuut gewisseld voor Ofek Ovadia. Israël behaalde 0 op 9 in de groepsfase.